# Prolinognathus schulzi
Prolinognathus schulzi är en insektsart som beskrevs av Taute 1971. Prolinognathus schulzi ingår i släktet Prolinognathus och familjen nötlöss. Inga underarter finns listade i Catalogue of Life.